# Alejandro Estuardo, conde de Buchan

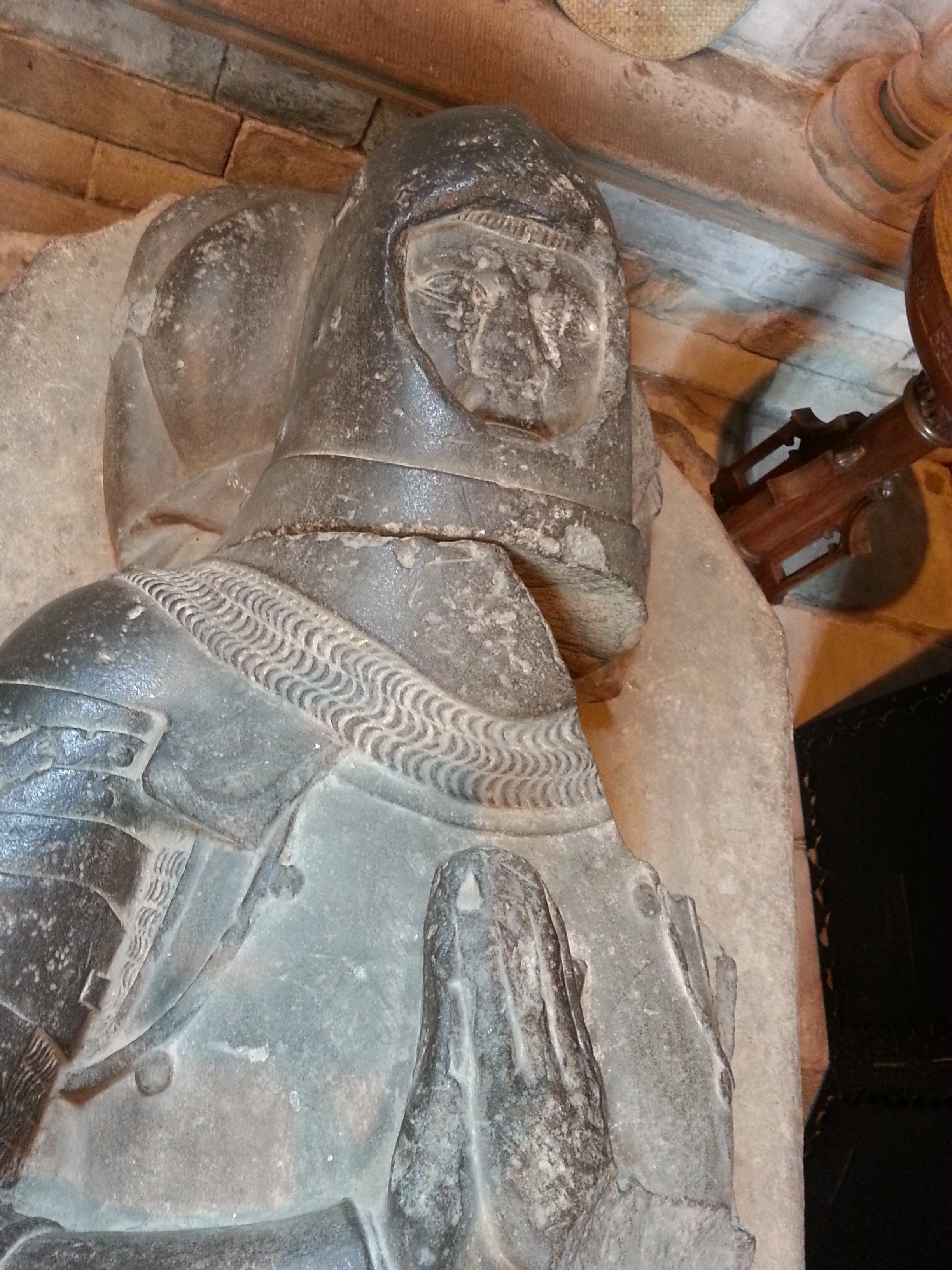
Estatua yacente de Alejandro Estuardo, el Lobo de Badenoch, en la catedral de Dunkeld (Escocia)

Alejandro Estuardo, Conde de Buchan, Alasdair Mór mac an Rígh, también conocido como El Lobo de Badenoch (1343 – 20 de junio de 1405), fue el tercer hijo superviviente del rey Roberto II de Escocia y el más joven de los que tuvo con su primera esposa, Elizabeth Mure de Rowallan. Fue el primer conde de Buchan desde John Comyn, y ocupó este cargo desde 1382 hasta el día de su muerte. Alejandro se casó con la viuda Euphemia, condesa de Ross, con la que no tuvo hijos, a pesar de la gran familia que formó con su amante, Mairead inghean Eachann. Fue Justiciar of Scotia —la principal autoridad legal de Escocia— durante un tiempo, aunque no fue un juez eficaz. Gobernó un gran territorio en el norte de Escocia hasta que perdió la mayor parte de estos territorios. Alejandro es conocido por la destrucción del burgh real de Elgin y de su catedral. Se ganó su apodo por su crueldad y avaricia, pero no hay prueba alguna de que se utilizara este apodo mientras vivió.

## Poder e Influencia

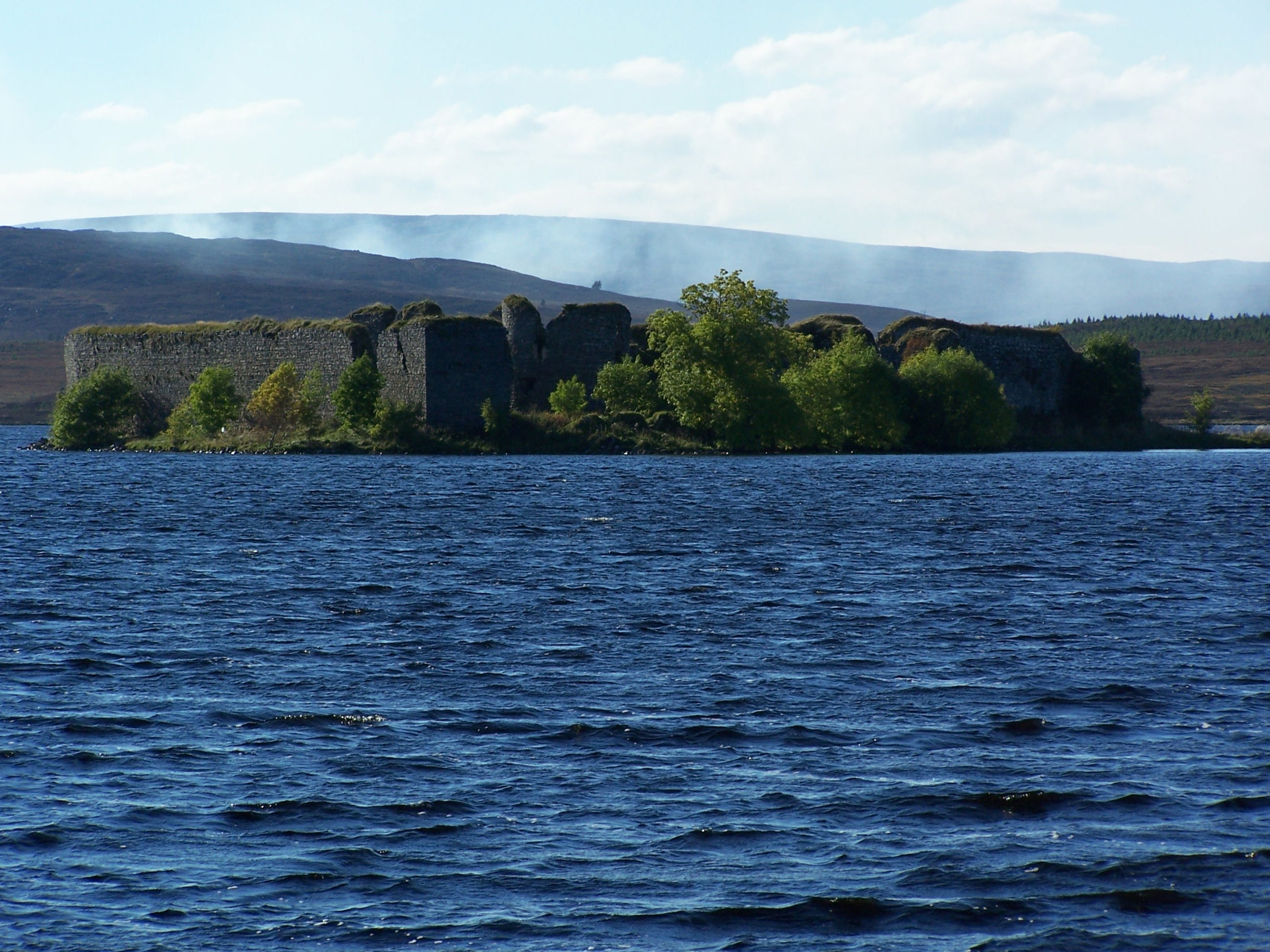
The Wolf's Lair, «La guarida del lobo»: castillo de Lochindorb, en Lochindorb, Badenoch, cuartel general de Alejandro.

En los documentos oficiales aparece como Alexander Senescalli («Steward» o Estuardo en latín), siendo el más antiguo de estos documentos la patente real emitida el 14 de agosto de 1370 en el castillo de Ruthvee prometiendo protección al obispo de Moray y a todas sus tierras, hombres y posesiones en Badenoch. Su padre, Roberto el Senescal, había adquirido probablemente las tierras de Badenoch de su segunda esposa, Euphemia, condesa de Moray. Roberto tenía mala relación con su tío, el rey David II de Escocia, hasta el punto de que en 1368, el parlamento obligó a Alejandro y a sus hijos a jurar que mantendrían a sus seguidores bajo control. Ese mismo año, Roberto y Alejandro fueron encarcelados en Loch Leven Castle , probablemente por romper este juramento. Tras la accesión al trono de Roberto, Alejandro fue nombrado oficialmente señor de Badenoch el 30 de marzo de 1371. 

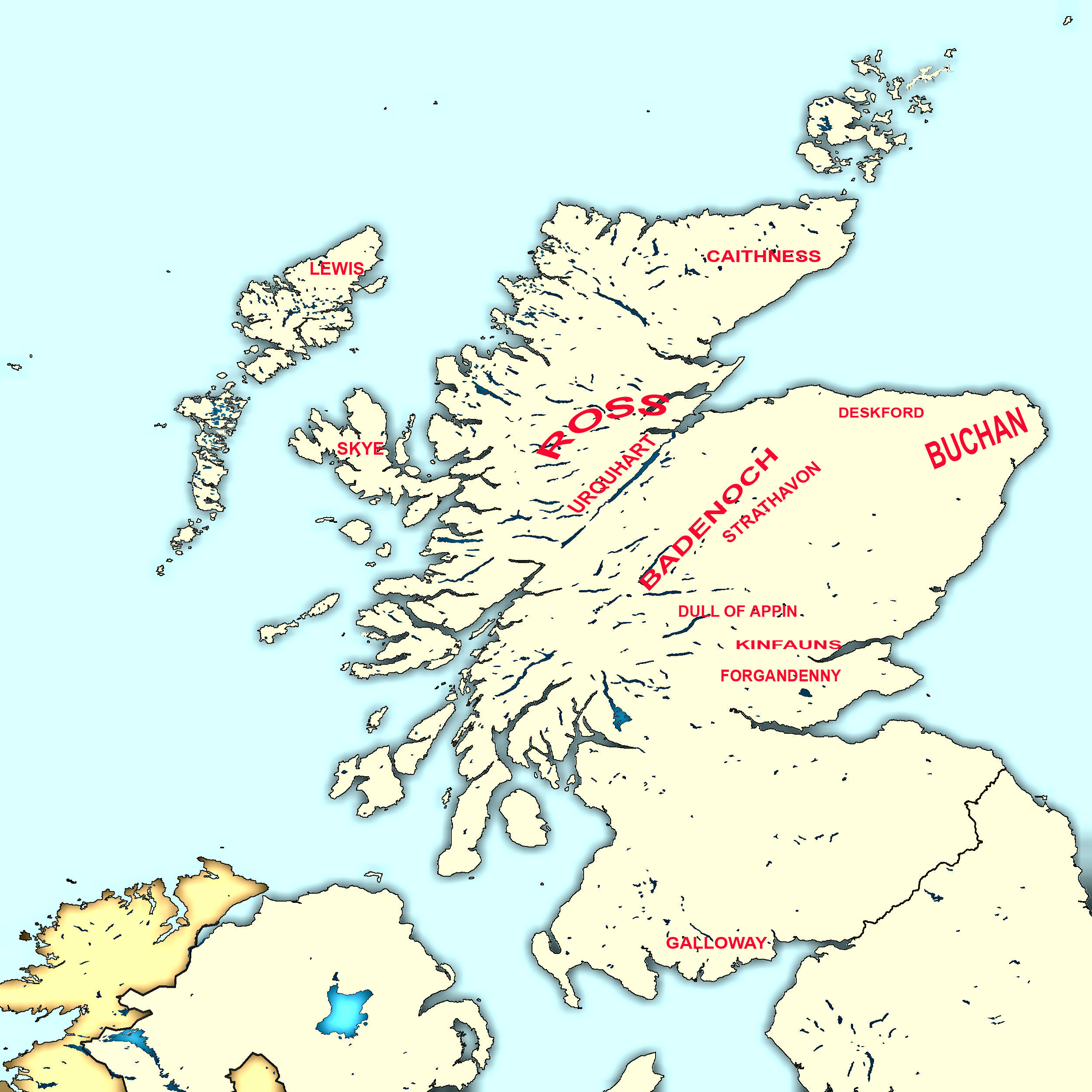
Tierras gobernadas por Alejandro Estuardo, conde de Buchan
Según un mapa del libro Early Stewart Kings, (Boardman), p. 87 e información de Annals of the Parish and Burgh of Elgin, p. 102 (Young)

 Las posesiones de Alejandro en Badenoch no se vieron afectadas por la restitución del condado de Moray a John Dunbar en marzo de 1372, como tampoco lo fueron los territorios de John MacDonald, Señor de las Islas, en Lochaber, o las tierras de Urquhart (al sur de Inverness), que habían sido otorgadas a David Estuardo, conde de Strathearn y primero de los hijos que tuvo el rey Roberto con su segunda esposa, Euphemia. Alejandro expandió sus territorios en 1371 arrendando las tierras de Urquhart, propiedad de su hermanastro, y obteniendo la posesión de las tierras de la baronía de Strathavon, que lindaban con sus dominios de Badenoch. En octubre de 1372 se le otorgó la tenencia real sobre las tierras más allá del condado de Moray al norte y al oeste de Inverness, además de propiedades en Aberdeenshire y al norte de Perthshire. Ese mismo año actuó como Royal Justiciar en el distrito de Appin of Dull, en Perthshire, lo que significa que poseía autoridad real desde el norte de Perthshire hasta Pentland Firth. Alexander de Ard, aspirante al condado de Caithness, renunció a sus territorios en favor de Alejandro y de su hermanastro David.
Alejandro duplicó sus dominios al casarse con la condesa Euphemia de Ross en junio de 1382. Alejandro se convirtió en conde de Ross jure uxoris y eso le dio acceso a las tierras de Ross (solo hasta su fallecimiento). También gestionó otras tierras pertenecientes a su esposa en copropiedad con ella, como la isla de Lewis, la de Skye, Dingwall y Kingedward en Aberdeenshire. La posesión de la baronía de Kingedward, una gran parte de las tierras del antiguo condado de Buchan, permitió al rey Roberto otorgar a Alejandro el título de conde de Buchan apenas unos días después de su boda. Alejandro gobernó estos territorios con la ayuda de un ejército privado de guerreros de los clanes, lo que le recabó el resentimiento de otros hacendados, entre ellos el de Alexander Bur, obispo de Moray.

## Problemas con la Iglesia

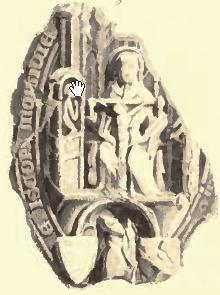
Sello del obispo Alexander Bur

Durante los siglos XII y XIII no hubo un noble dominante en Moray por lo que los obispos gobernaban con gran libertad sus dominios, pero esa independencia llegó a su fin cuando el rey Roberto I de Escocia otorgó a su sobrino Thomas Randolph el título de conde de Moray en algún momento de 1312. Este título no permaneció mucho tiempo en la familia Randolph, ya que tras el fallecimiento en 1346 de John, hijo de Thomas, el título retornó a la corona y permaneció vacante durante 26 años. En 1365 el obispo Bur convenció a David de que sus tierras en Badenoch y Strathspey debían ser gobernadas en regality. Para garantizarlo, al firmar el tratado de protección con Alejandro en 1370, el obispo se aseguró de que el señor de Badenoch de facto no tendría ningún poder sobre él, sobre sus tierras ni sobre su gente.
Meses después, en marzo de 1371, tras la ascensión de su padre al trono, Alejandro fue nombrado oficialmente señor de Badenoch. En el acta de nombramiento, Robert II cedió a Alejandro las propiedades de Badenoch en regality, dándole probablemente autoridad sobre las tierras de la iglesia. Es muy posible que el obispo Bur elevara una queja, ya que en el registro de la cesión de Badenoch no se estipula derecho alguno sobre las tierras de la iglesia. Por tanto, Alejandro gobernaría las tierras de Badenoch con la misma autoridad que tuvo John Comyn un siglo antes. El obispo siguió sufriendo presiones de Alejandro, ya fueran directas o por parte de su ejército, que probablemente actuaba de forma independiente. 
El historiador Stephen Boardman explica que los obispos de Moray y Aberdeen estaban en disputa con Alejandro a causa de la presión que el ejército de este último ejercía sobre las tierras de la iglesia y sus arrendatarios. Boardman también opina que esta ocupación de las propiedades de la iglesia, que las hacía virtualmente improductivas, podría ser la causa de que el obispo Bur renunciara «voluntariamente» a sus derechos sobre haciendas como Rothiemurchus el 20 de abril de 1382. Este asunto también se complicaba por el hecho de que los obispos no pudieran apelar a la autoridad laica legítima, ya que esta autoridad correspondía a Alejandro, en su papel de Señor de Badenoch y teniente real, y esa fue la razón de que reclamaran directamente al rey.

## Tensiones crecientes

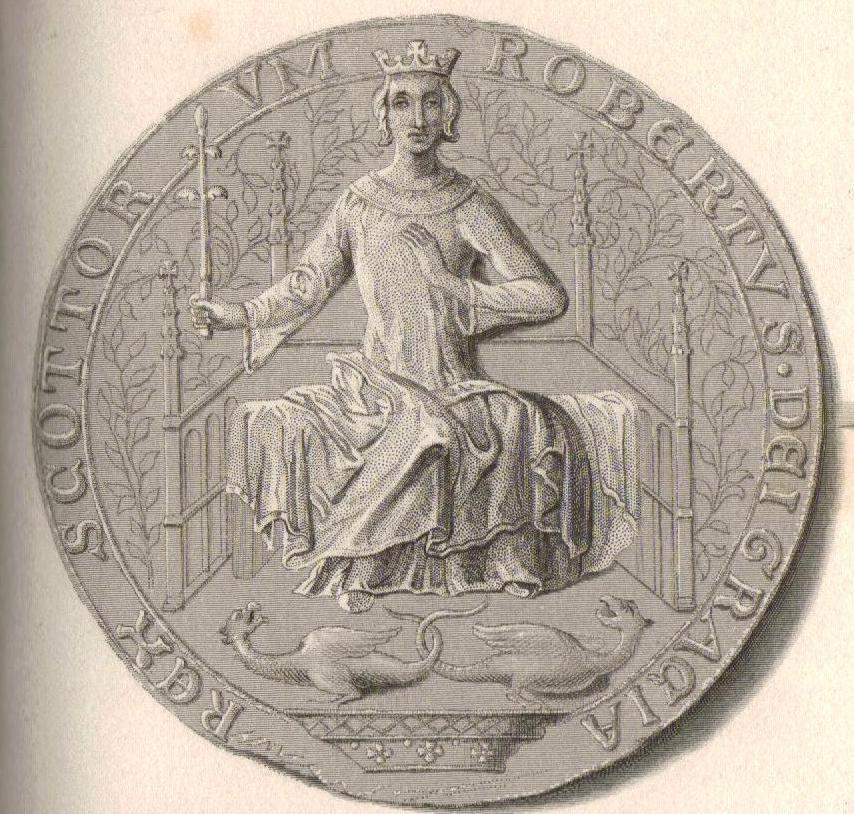
Sello del rey Roberto II de Escocia, con el lema «ROBERTVS DEI GRACIA REX SCOTTORVM» (Roberto, rey de los escoceses por la gracia de Dios)

La reputación del rey Roberto comenzó a declinar a causa de su apoyo a los métodos de Alejandro. La anárquica situación del norte se había convertido en un problema, y en noviembre de 1384, Juan Estuardo, conde de Carrick con el respaldo del Consejo General, asumió la autoridad ejecutiva de su padre. El señorío de Strathnairn había sido administrado por Alejandro con la aprobación del rey, pero con el nuevo gobierno, sir David Lindsay pudo reclamar su derecho sobre la propiedad. En abril de 1385, David Estuardo acusó durante una reunión del consejo a su hermano Alejandro de haberse apropiado de forma ilegal la región de Urquhart, al tiempo que sir James Lindsay de Crawford renovaba sus exigencias sobre el señorío de Buchan, y el conde de Moray reclamaba el enjuiciamiento de algunos de los hombres de Alejandro por la muerte de varios de sus hombres.
A pesar de estos ataques a su posición Alejandro reforzó considerablemente su poder territorial, sobre todo en el Great Glen, donde retuvo Urquhart tras la muerte de su hermano, y en el otoño de 1386 se apoderó de las tierras pertenecientes al conde de Moray en Bona, a orillas del Lago Ness, y de las vecinas tierras de sir Robert Chisholm en Abriachin. La gran influencia de Alejandro en los asuntos escoceses creció aún más cuando a principios de 1387 fue nombrado Justiciar North of the Forth.
El gobierno de Juan en Escocia había sido un fracaso, dada su incapacidad de controlar a Alejandro, por lo que a finales de 1388, el segundo hijo del rey, Roberto Estuardo, duque de Albany, se convirtió en gobernante virtual del reino. En un periodo de pocos días, Roberto había retirado todos los títulos a Alejandro, incluyendo el de Teniente Real, el de Sheriff de Inverness y el de Justiciar North of the Forth, que asignó a su hijo Murdoch. Roberto no mostró compasión alguna hacia Alejandro, a quien describieron como «inservible a la comunidad» en una reunión previa del consejo.
Hacía tiempo que Alejandro había abandonado a su esposa y se había ido a vivir con Mairead nighean Eachann con quien tenía varios hijos. Las leyes matrimoniales eran prerrogativa de la iglesia, por lo que el 2 de noviembre de 1389, los obispos Alexander Bur de Moray y Alexander Kylquhous de Ross le ordenaron regresar con su esposa, Euphemia. Alejandro aceptó, pero faltó a su promesa, por lo que Roberto apoyo a Euphemia de Ross en el proceso de divorcio. En 1392 la corte papal de Aviñón aceptó la solicitud de Euphemia y anuló el matrimonio. Tras el divorcio, Alejandro perdió todos los derechos sobre las tierras de su exesposa, que volvieron a estar bajo el control de Euphemia y de su hijo Alexander Leslie, conde de Ross, que estaba comprometido con la hija de Roberto.

## Incendio de Elgin y consecuencias

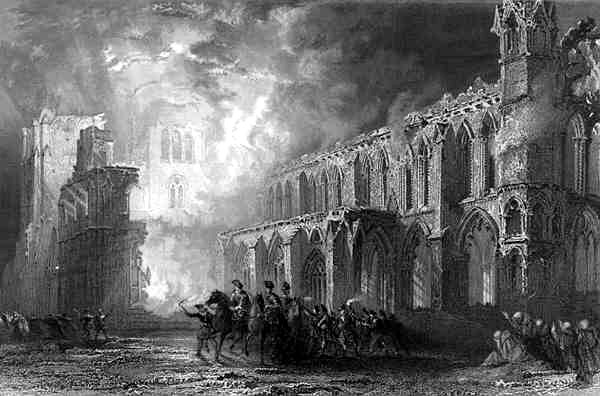
Incendio de la catedral de Elgin. Ilustración del siglo XIX

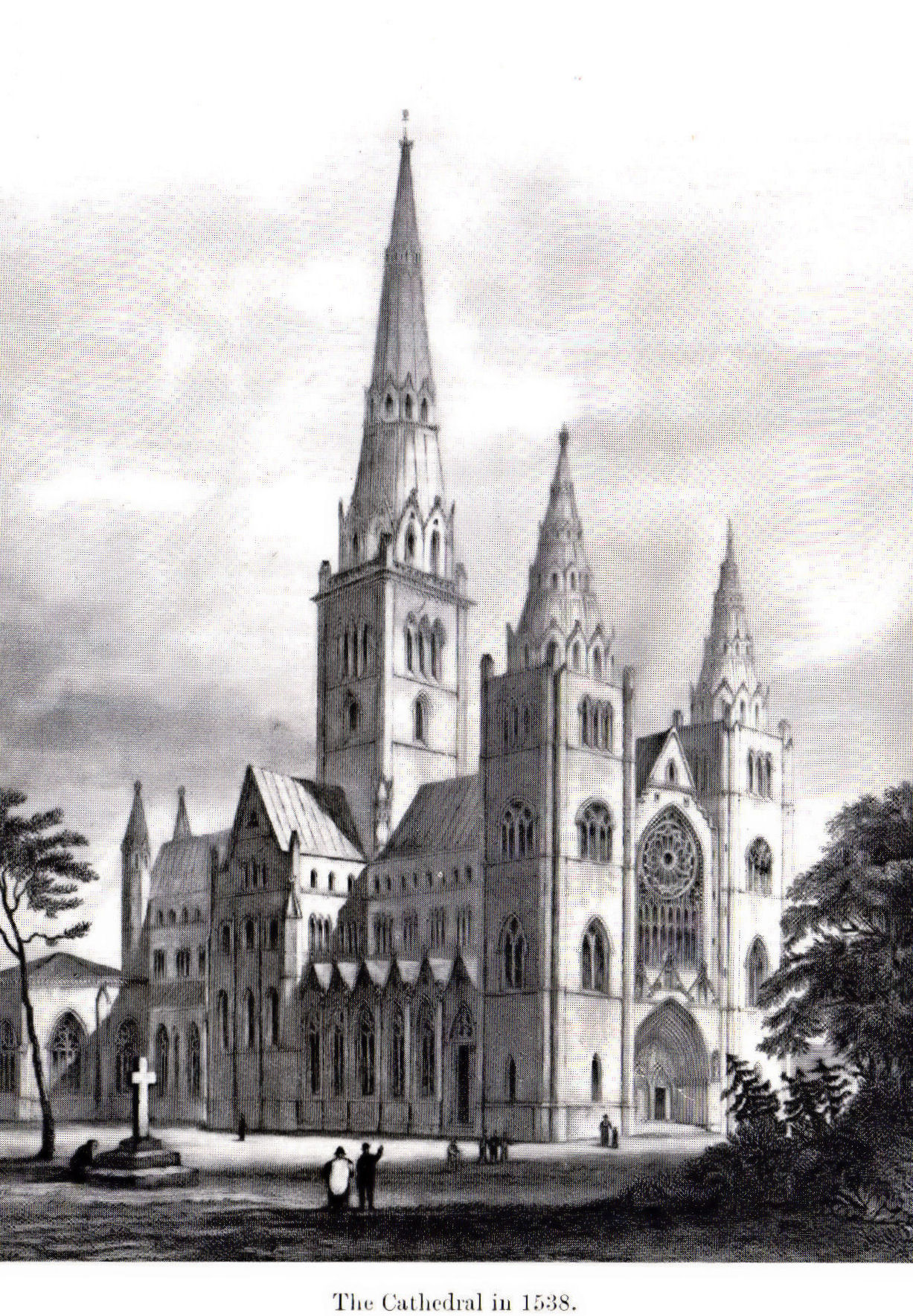
La catedral de Elgin, reconstruida tras el incendio

Robert II murió en el castillo de Dundonald, en Ayrshire, el 19 de abril de 1390, pero según informa el cronista Wyntoun, no fue enterrado hasta el 13 de agosto de 1390 en Scone, solo un día antes de que su hijo Juan, conde de Carrick, fuera coronado como Roberto III. Roberto Estuardo, duque de Albany, siguió gobernando Escocia, probablemente en contra de los deseos de Alejandro, que habría intentado contrarrestar alguno de los actos de Albany, sobre todo porque Alejandro había alcanzado su máximo poder durante el gobierno del conde de Carrick. Además, el obispo Bur recurrió a Thomas Dunbar, sheriff de Inverness e hijo del conde de Moray, para pedir protección.
Los sucesos que ocurrieron en mayo y junio de 1390 en Laich of Moray fueron tal vez el resultado de una serie de factores que se acumularon. Primero, los terratenientes John Dunbar, conde de Moray, y David Lindsay de Glenesk, se ausentaron de Moray para asistir a un importante torneo en la corte de Ricardo II de Inglaterra. Además, la participación del obispo Bur en la separación de Alejandro y su esposa, así como su alianza con el conde de Moray, generaron un sentimiento de venganza en Alejandro que culminó con la destrucción de Forres en mayo y la de Elgin y su catedral en junio. La destrucción de las posesiones de la iglesia en Elgin fue completa: la catedral, el monasterio de Greyfriars, la parroquia de San Giles y el hospital Maison Dieu quedaron arrasados por el fuego. Después de estos hechos, el estado y la Iglesia se unieron contra él: excomulgado por Bur, Alejandro tuvo que personarse en la iglesia de los Predicadores de Perth, en presencia de sus hermanos, el rey Roberto III de Escocia y el duque de Albany, y ante el consejo general, para rogar su perdón. La absolución le fue concedida por Walter Trail, obispo de St Andrews.
El brutal ataque de Alejandro a Moray en 1390 estuvo en cierta medida planeado para liberarse del gobierno de Albany, sin éxito: Alejandro perdió el título de lord de Urquhart y sus tierras de Ross tras el divorcio de su esposa en 1392. La influencia del duque de Albany declinó a mediados de la década de 1390, al tiempo que aumentaba la del rey Roberto III y la de su hijo David, conde de Carrick. El rey se volvió a hacer cargo de las relaciones anglo-escocesas y promovió al conde de Angus a una posición más dominante en el sureste de Escocia, a expensas del aliado de Albany, el conde de Douglas. A pesar de que la autoridad de Albany en Escocia se vio reducida, siguió manteniendo un gran poder en el gobierno, y junto con el conde de Carrick continuó luchando contra Alejandro, sus hijos y otros grupos de maleantes en el norte y oeste de Escocia.
Tras el ataque a Elgin, Alejandro dejó de actuar violentamente, pero no así sus hijos. Hay registros de un combate cerca de Pitlochry en el que intervinieron Duncan y a Roberto Estuardo a la cabeza de un grupo de partisanos, en el que murieron sir Walter Ogilvie, Walter de Lychton y varios de sus seguidores. Más tarde, se sabe que tres de los hijos de Alejandro estuvieron encarcelados en el castillo de Stirling de 1396 a 1402. El historiador Alexander Grant opina que el poco protagonismo de Alejandro durante la década de 1390 se debe al encarcelamento de sus hijos.

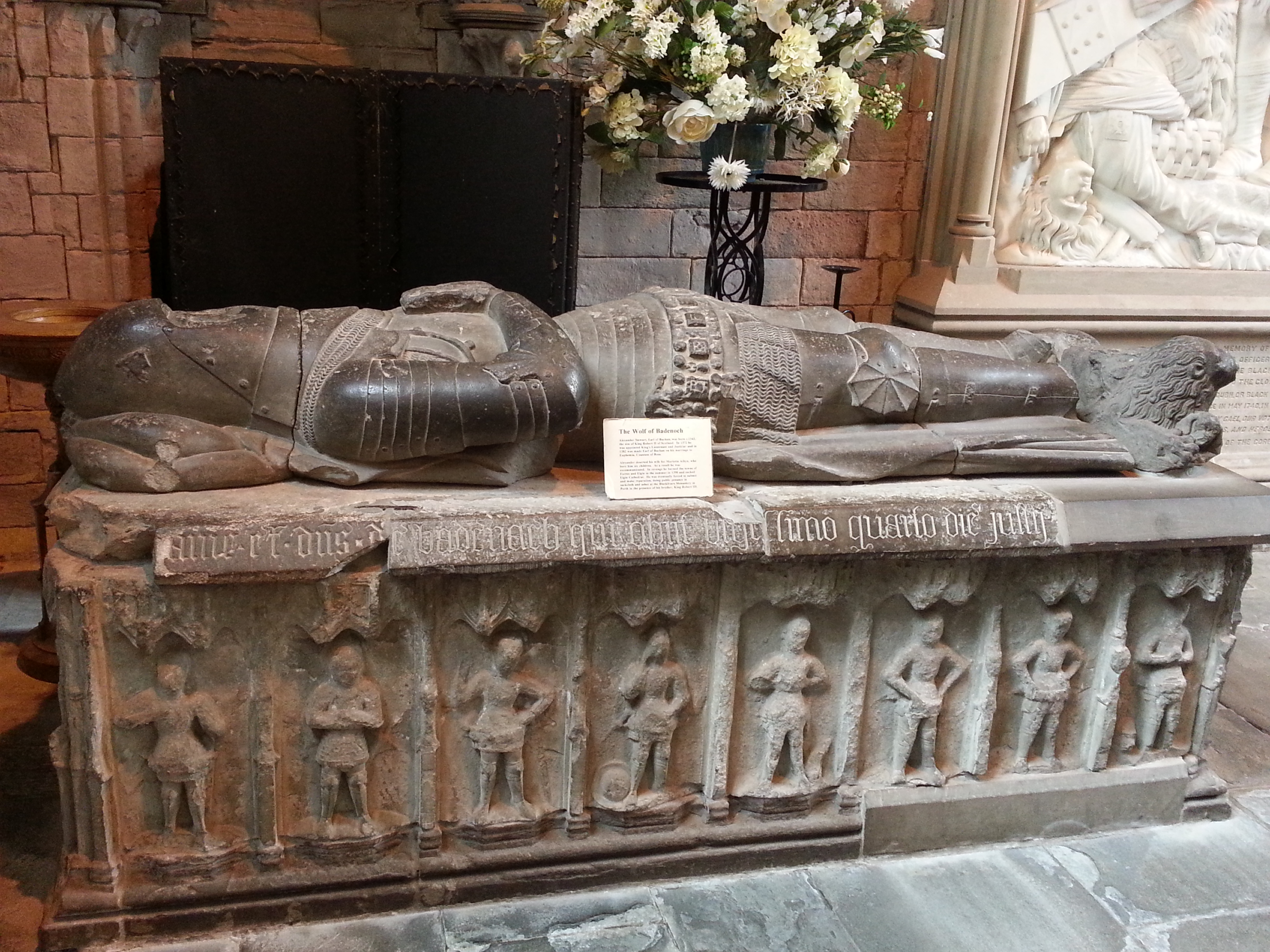
Tumba de Alejandro Estuardo, el Lobo de Badenoch, en la catedral de Dunkeld (Escocia)

Alejandro reaparece el 3 de mayo de 1398 en el palacio de Spynie, que tuvo que entregar al obispo de Moray por orden de Roberto III. Parece que Alejandro abandono el norte más tarde, apareciendo en sus últimos años como Baillie de los dominios del conde de Atholl y en 1404 en Perth.
Alejandro Estuardo murió en1405, y fue enterrado en la Catedral de Dunkeld, en Perthshire. Su sepulcro, adornado con su efigie en armadura, es uno de los pocos monumentos funerarios escoceses que han sobrevivido desde la Edad Media.